# Зозульки

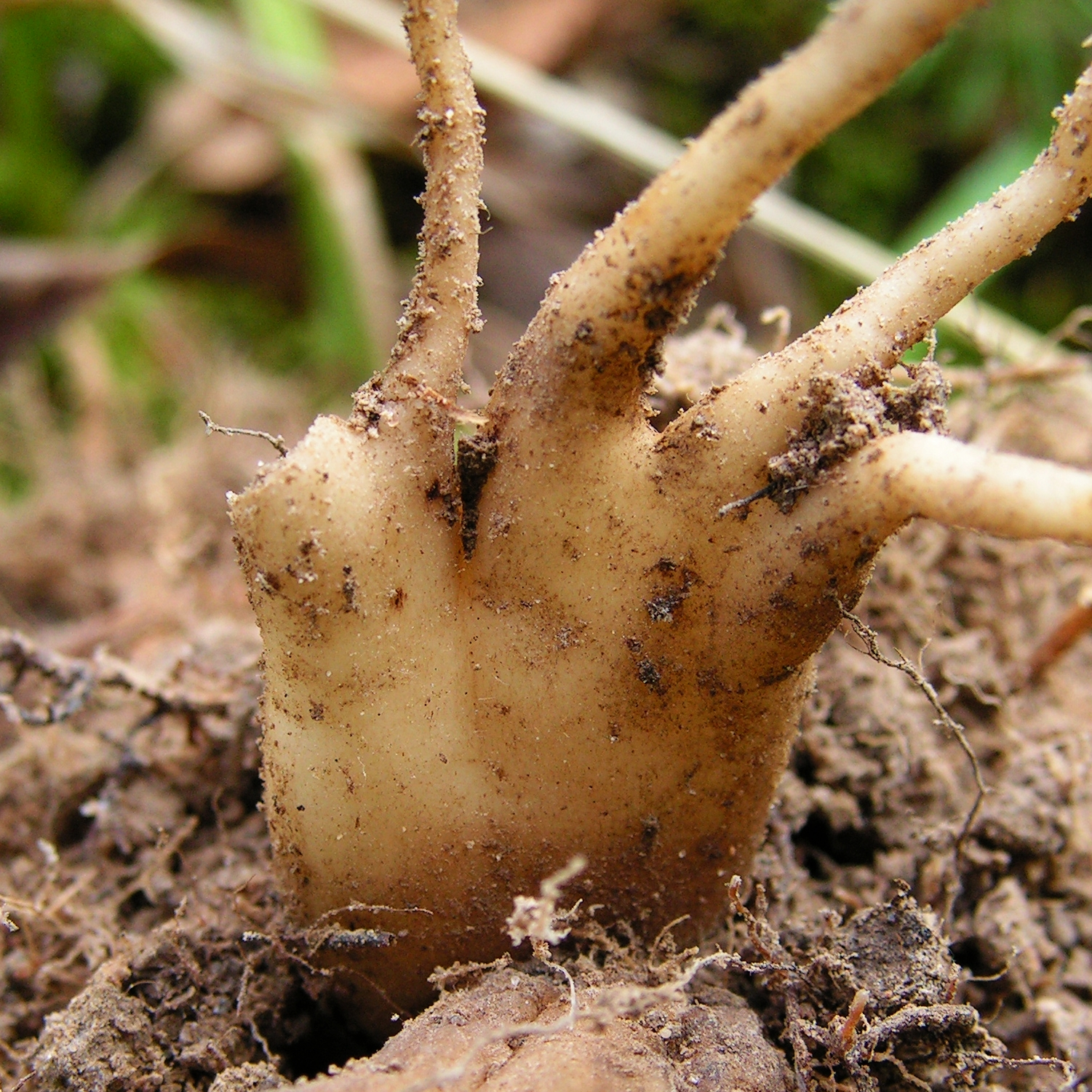
Корінь пальчатокорінника

Зозу́льки або пальчатокорінник (Dactylorhiza) — рід рослин родини орхідних.

## Види
За даними сайту «The Plant List» рід налічує 115 видів (див. Список видів роду Зозульки).
Серед поширених в Україні видів:
- Зозульки бузинові (Dactylorhiza sambucina (L.) Soó; народна назва — буковець),
- Зозульки травневі (Dactylorhiza majalis (Reichenb.) P. F. Hunt et Summerhayes; народна назва — мокруха),
- Зозульки м'ясо-червоні (Dactylorhiza incarnata (L.) Soó; народна назва — курячі сльозки),
- Зозульки плямисті (Dactylorhiza maculata (L.) Soó; народна назва — прошибень),
- Зозульки Фукса (Dactylorhiza fuchsii (Druce) Soó; народна назва — буковець).